# Едіакарська біота

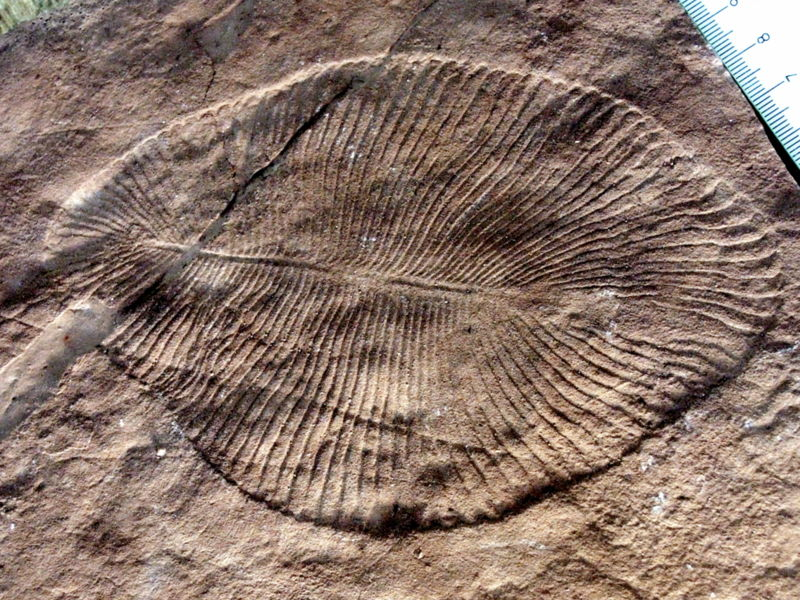
Представник едіакарської фауни Dickinsonia costata

Едіака́рська біо́та — сукупна назва багатоклітинних морських організмів едіакарію, які є одними з найдавніших відомих багатоклітинних. З'явилися близько 680 млн років тому та мали розповсюдження аж до початку кембрію 542 млн років тому. У кембрійських відкладах безсумнівних залишків таких організмів не знайдено (проте не виключено, що певні рідкісні відбитки, які датуються пізнім середнім кембрієм (510 до 500 млн років тому, належать саме вцілілим представникам едіакарської фауни).
Деякі едіакарські організми певними рисами нагадують тварин більш пізніх часів, тому існують версії, що вони були з ними близько спорідненими. Але ці припущення зараз менш популярні, ніж у минулому.
Складно встановити навіть їх належність до якогось певного царства — Тварин, Грибів, Найпростіших чи іншого. Має широке визнання думка, що ці організми слід виділити до окремого царства вендобіонти (Vendobionta) (раніше Vendozoa). Їхня дивна форма й відсутність помітної спорідненості з пізнішими організмами наводять на думку, що едіакарська фауна є «невдалою спробою» виникнення багатоклітинного життя, а теперішнє багатоклітинне життя еволюціонувало від неспоріднених (з едіакарськими) одноклітинних організмів значно пізніше й незалежно.

## Історія
Першою знахідкою залишків едіакарської істоти був відбиток дископодібної Aspidella terranovica, знайдений 1868 року. Проте її залишки лежали нижче за геологічні пласти, у яких, як тоді вважалося, містилися перші сліди життя, тому минуло чотири роки, перш ніж з'явилася думка, що це можуть бути скам'янілі рештки живих організмів. Однак припущення канадського палеонтолога Елкана Біллінґса про те, що залишки можуть мати органічне походження, не сприйняв серйозно жоден з його сучасників. Пласти вважали результатом діяльності газів чи результатом конкреції (зрощення) твердих порід. Питання залишилось відкритим, оскільки на той час у всьому світі подібних зразків виявлено не було. 1933 року щось подібне знайшов у Намібії німець Ґеорґ Ґюріх, але стійке переконання, що перші форми життя з'явилися лише у кембрії, призвело до того, що про який-небудь зв'язок з Aspidella навіть не замислювалися. 1946 року Реґ Спріґ помітив щось схоже на «медузи» під час дослідження Едіакарського узгір'я гірського хребта Фліндерс в Австралії. Проте пласт датували раннім кембрієм, тому особливого наукового інтересу знахідка не викликала.
Все змінилося після відкриття 1957 року докембрійської форми життя — листеподібної чарнії. Проте деталі таких форм життя збереглися погано через те, що на той час усі подібні зразки знаходили у пісковиках. Лише після знахідки на острові Ньюфаундленд добре збережених скам'янілостей у вулканічній породі, вчені дістали змогу розгледіти деталі докембрійських форм життя. Таким чином, період достеменного існування на Землі багатоклітинних тварин подовжився майже на 100 мільйонів років. Також з'ясувалося, що відбитки подібних істот неодноразово знаходили й раніше (наприклад, в Україні 1916 року), однак визнавали за неорганічні рештки.
Термінологічна плутанина утворила кілька паралельних назв для нововідкритої фауни: «Едіакарська» (від назви узгір'я в південній Австралії, що, у свою чергу, утворене від «ідіякра», мовою місцевих аборигенів — «тут є вода») і паралельні найменування «сіньянська» (від гори Сіньян у східному Китаї) та «вендська» (запропонована російськими вченими у 1950-х роках). 2004 року Міжнародний союз геологічних наук затвердив основну міжнародну назву періоду — «едіакарій».
[[Файл:Life in the Ediacaran sea.jpg|ліворуч|міні|299x299пкс|Фауна Едіакарію: цикломедузи, дікінсонії та чарнія

## Реконструкція едіакарської екосистеми
Усі численні групи багатоклітинних, що виникли на початку кембрію, були дрібними організмами (розміром у кілька міліметрів чи сантиметрів), едіакарська ж фауна складалася з великих чи дуже великих безхребетних розміром до півтора метрів. Серед них були як радіально-симетричні форми, названі «медузоїдами», так і двобічно-симетричні; одні з них (петалонами) зовні нагадують сучасні корали «морські пера», інші (такі як дикінсонія й сприггіна) — кільчастих червів і членистоногих. Перші дослідники едіакарської фауни вважали ці форми реальними попередниками сучасних кишковопорожнинних та червів і включали їх до складу відповідних типів і класів тварин. Цей погляд має прихильників і досі («австралійська школа»). Однак більшість дослідників вважають, що подібність тут суто зовнішня, й едіакарські організми являють собою щось зовсім особливе й не споріднене з сучасними групами тварин безпосередньо.
Насамперед, едіакарські організми мають відмінний від звичних нам фанерозойських тварин план будови. Майже в усіх двобічно-симетричних едіакарських організмів симетрія трохи порушена; у «членистих» форм праві й ліві половинки «сегментів» зсунуто одна щодо іншої приблизно так, як у застебнутій блискавці (симетрія ковзного відображення). Спочатку це пояснювали деформацією тіл у процесі поховання, поки М. О. Федонкін не звернув увагу на те, що порушення ці підозріло регулярні й однакові[джерело?]. Він довів, що для едіакарських організмів характерний особливий план будови, складовою якого є симетрія ковзного відображення. Серед багатоклітинних тварин цей тип симетрії зустрічається вкрай рідко.
З іншого боку, Б. Раннегар з'ясував, що в едіакарських організмів збільшення розмірів тіла в індивідуальному розвитку організму відбувається шляхом ізометричного зростання (коли всі пропорції тіла залишаються незмінними, як при простому збільшенні зображення предмета). Тим часом усім відомим багатоклітинним, включаючи найпримітивніших, таких як кишковопорожнинні й черви, притаманне не ізометричне, а алометричне зростання, із закономірною зміною пропорцій тіла (наприклад, у людини в послідовності «зародок — дитина — дорослий» абсолютний розмір голови збільшується, тоді як відносний — зменшується).
Проти належності едіакарських організмів до сучасних таксонів тварин існують і дрібніші заперечення. Під тиском цих аргументів прихильники прямої спорідненості між едіакарськими і фанерозойськими тваринами потроху відмовлялися від своєї думки, і це тривало доти, доки О. Зейлахер (якому, до речі, належить термін «вендобіонти») не запропонував принципово інше вирішення цієї проблеми[джерело?]. Проаналізувавши особливості вендських тварин, він визначив і спільну для них рису: вони є різними варіантами широкої стрічки зі здуттями. Цей тип організації (Зейлахер назвав його «стьобана ковдра») зовсім відрізняється від усіх тих, які існують нині. Зважаючи на все, такий план будови — це особливий шлях досягнення великих розмірів тіла саме безскелетними формами.
Зейлахер вважає, що форма тіла едіакарських організмів («стьобана ковдра») з її дуже високим відношенням поверхні до об'єму дозволяла їм поглинати з води кисень і метаболіти всією поверхнею тіла. Справді, у найбільших едіакарських організмів не видно рота і не зовсім зрозуміло, чи була травна система. Живлячись через поверхню тіла (такий спосіб живлення називають осмотрофним), ці істоти не мали потреби у внутрішніх органах.
Втім, не так давно Д. В. Гражданкін і М. Б. Бурзін припустили[джерело?], що тіла вендобіонтів були зовсім не товстими «стьобаними ковдрами», а тонкими гофрованими мембранами — їх за аналогією можна назвати «картонками для яєць». У поховання потрапляє, власне, не сама мембрана, а ті «пасочки з піску», що утворюються під час засипання її «лунок» скаламученим осадом. Ці «картонки для яєць», що мають велике співвідношення поверхні й об'єму, нерухомо лежали на дні, поглинаючи з морської води розчинену в ній органіку.
Крім того, багато дослідників вважають, що ці пласкі (і, скоріш за все, прозорі) істоти були буквально нашпиговані симбіотичними одноклітинними водоростями, що робило їх практично незалежними від зовнішніх джерел їжі. Їхньою сучасною екологічною подобою можуть служити так звані автотрофні тварини (підраховано, що коралові поліпи одержують до 70 відсотків їжі від водоростей-симбіонтів).
Отже, на мілководдях едіакарських морів існувала дивна екосистема з «осмотрофних тварин». Зараз відомі тисячі екземплярів різних представників едиакарської фауни, однак на жодному з них немає ушкоджень і слідів укусів. Враховуючи це, можна припустити, що у той час не існувало хижаків, та й взагалі тварин, які б харчувалися великими шматками їжі. Тому едіакарську біоту часто називають «Садом Едіакари» за аналогією з райським садом, де ніхто нікого не їв. Ситуація райського саду, як їй і належить, проіснувала недовго: наприкінці едіакарію вендобіоти геть вимерли, не залишивши після себе прямих нащадків. Можливо, «едіакарський експеримент» — перша в історії Землі спроба створити багатоклітинних тварин — закінчився невдачею.
Втім, із приводу долі едіакарської фауни є й інші думки. Крім двох протилежних позицій — «австралійської школи» і Зейлахера — існує і «компромісна». Її прихильники вважають, що у складі едіакарської фауни, крім власне вендобіонтів, унікальних за своєю організацією і властивих тільки цьому часу (а також, можливо, і реліктів якихось доедіакарських фаун), існували й віддалені предки деяких фанерозойських груп. Зокрема перехідною ланкою між едіакарською та кембрійською фауною може бути Yilingia spiciformis, яка жила у пізньому едіакарію.
У зв'язку із цим, як не дивно, насамперед згадують хордових. Характерна для вендобіонтів (і зовсім нетипова для сучасних тварин) симетрія ковзного відображення є в найпримітивнішого з хордових — ланцетника. При цьому один з едіакарських організмів — ярнемнія — з її торбовидним тілом і двома «сифонами» дуже нагадує асцидію — хордову тварину; до того ж виявилося, що відбитки цього організму збагачені ванадієм, тим самим металом, який є основою дихального пігменту асцидій. Тож деякі дослідники не виключають, що хордові ведуть свій родовід безпосередньо від найдавніших на Землі багатоклітинних — вендобіонтів.
Існує багато інших гіпотез щодо природи й родинних зв'язків вендобіонтів. Наприклад, О. Ю. Журавльов запропонував дуже дотепну гіпотезу щодо спорідненності деяких едіакарських організмів з велетенськими (до 20 сантиметрів у діаметрі) глибоководними багатоядерними амебами-ксенофіофорами[джерело?].

## Питання про мешкання на суші
Вважається, що вендобіонти — це рештки морських багатоклітинних тварин, хоча вони не обов'язково мали спорідненість з Eumetazoa у вузькому сенсі, але їх порівнювали і з велетенськими найпростішими, на зразок сучасних ксенофіофорій, і з лишайниками. Остання ідея належить палеонтологу Грегорі Реталляку (Gregory Retallack) з Орегонського університету. В останніх дослідженнях Реталляк висунув гіпотезу про можливість мешкання вендобіонтів на суші, однак більшість дослідників поставилася до цієї гіпотези скептично.